# 동맹 휴업
동맹 휴업 (同盟休業)은 어떠한 집단에서 동맹을 맺어 집단적으로 휴업을 하는 형태를 말한다. 주로 어떠한 주장을 관철시키려는 목적이나 잘못된 형태의 일을 바로잡기 위해 이루어진다.